# جيرار ديزارغ
جيرار ديزارغ (بالفرنسية: Girard Desargues)‏ هو عالم رياضيات فرنسي ومهندس.
درس ديسارغو وكتب عن قضايا عملية مثل المنظور وعلم قطع الحجارة (stereotomy) لاستخدامها في المباني وفي الساعات الشمسية. على الرغم من معرفته بنصوص علماء الرياضيات في عصره والمساحين الإغريق (وخاصة أبولونيوس وبابوس)، ولكنه استخدم اللغة العامية، الخالية من المصطلحات والصيغ التقنية. وهذا ما أكسبه الكثير من النقد من قبل معاصريه. والقليل من التقدير. باستثناء بيير دي فيرما الذي قدر أهداف أعماله، والقدرات الابتكارية في نتائجها.

## ببليوغرافيا
- R. Taton (1951): L'oevre mathématique de G. Desargues, 2 volumi (II ed. 1981).
- Jeremy J. Gray, J. V. Field (1987): The Geometrical Work of Girard Desargues, Springer Verlag
- Laura Catastini (2004): Il giardino di Desargues, Bollettino UMI, La Matematica nella Società e nella Cultura, S. VIII, v. VII-A, pp. 321–345.

## وصلات خارجية
- جيرار ديزارغ على موقع الموسوعة البريطانية (الإنجليزية)